# Vratislavice nad Nisou kyselka
Vratislavice nad Nisou kyselka je zrušená železniční zastávka na trati Liberec–Harrachov v km 5,7. Ležela v nadmořské výšce 387 m n. m. Nacházela se mezi zastávkami Vratislavice nad Nisou a Proseč nad Nisou nedaleko Vratislavické kyselky při ulici Prosečská.

## Historie
Zastávka byla zprovozněna roku 1918 a vlastnily ji Československé státní dráhy (ČSD). Nesla německý název Maffersdorf kyselka do roku 1925, kdy byla přejmenována na český název Vratislavice nad Nisou kyselka do roku 1938. Za druhé světové války (1938–1945) nesla německý název Maffersdorf-Sauerbrunn. Po ukončení války byla pojmenována znovu česky Vratislavice nad Nisou kyselka až do jejího zrušení. Osobní doprava byla ukončena roku 1949 a 1951 následovalo úplné zrušení zastávky. V tomto prostoru se nedochovalo nástupiště.